# Municipio de San Gregorio de Polanco
El Municipio de San Gregorio de Polanco es uno de los municipios del departamento de Tacuarembó, Uruguay. Tiene como sede la ciudad de San Gregorio de Polanco.

## Ubicación
El municipio se encuentra localizado en la zona centro-sur del departamento de Tacuarembó, al norte del río Negro y al oeste del río Tacuarembó. 

## Características
El municipio de San Gregorio de Polanco fue creado por Ley Nº 18.653 del 15 de marzo de 2010, y forma parte del departamento de Tacuarembó. Su territorio comprende el distrito electoral TED de ese departamento, que además coincide con la 9ª Sección Judicial de ese departamento. Dicho territorio corresponde a la antigua Junta Local de San Gregorio de Polanco, la cual fue sustituida por el actual municipio.
El territorio correspondiente a este municipio comprende un área total de 444,7 km², y alberga una población de 3722 habitantes de acuerdo a datos del censo del año 2011, lo que implica una densidad de población de 8,4 hab/km².
Forman parte del municipio las siguientes localidades y zonas rurales:
- San Gregorio de Polanco
- Paso Hondo
- Los Furtados
- Rolón
- Cañadas del Estado
- Rincón de Alonso
- Paso Real

## Autoridades
La autoridad del municipio es el Concejo Municipal, compuesto por el Alcalde y cuatro Concejales.
Alcaldes según período:
| Nº | Alcalde                       | Partido             | Inicio del mandato      | Fin del mandato         | Observaciones                          | Concejales                                                                        |
| -- | ----------------------------- | ------------------- | ----------------------- | ----------------------- | -------------------------------------- | --------------------------------------------------------------------------------- |
| 1  | Mario Sergio Teixeira Cardozo | Partido Nacional PN | 9 de julio de 2010      | 8 de julio de 2015      | Alcalde elegido                        |                                                                                   |
| 2  | Mario Sergio Teixeira Cardozo | Partido Nacional PN | 9 de julio de 2015      | 7 de agosto de 2019     | Alcalde reelegido, fallecido en España | Ricardo López (PN) María V. Rodríguez (PN) Sergio Martínez (PN) Diego Posada (PN) |
| 3  | Alina María Lorenzo Larregui  | Partido Nacional PN | 28 de agosto de 2019    | 26 de noviembre de 2020 | Primer suplente                        |                                                                                   |
| 4  | Asdrubal Rodríguez Acuña      | Partido Nacional PN | 27 de noviembre de 2020 | 2025                    | Alcalde elegido                        | Juan Rivero (PN) Alejandro Castro (PN) Sergio Martínez (PN) Martín Medeiro (PN)   |